# 2007年の映画/3月
- 3日
  - ゴーストライダー（ アメリカ合衆国）
  - 今宵、フィッツジェラルド劇場で（ アメリカ合衆国）
  - ダウト（ アメリカ合衆国）
  - ネバー・サレンダー/肉弾凶器（ アメリカ合衆国）
  - パフューム ある人殺しの物語（ ドイツ・ フランス・ スペイン）
  - パリ、ジュテーム（ フランス・ ドイツ・ リヒテンシュタイン・ スイス）
  - 秒速5センチメートル（ 日本）
  - 蒼き狼 〜地果て海尽きるまで〜（ 日本・ モナコ）
  - フランドン農学校の尾崎さん（ 日本）
  - 夢十夜 海賊版（ 日本）
  - 龍が如く 劇場版（ 日本）
  - ONE PIECE エピソードオブアラバスタ 砂漠の王女と海賊たち（ 日本）
- 10日
  - ラストキング・オブ・スコットランド（ アメリカ合衆国・ イギリス）
  - 約束の旅路（ フランス）
  - サン・ジャックへの道（ フランス）
  - パラダイス・ナウ（ フランス・ ドイツ・ オランダ・ パレスチナ）
  - 相棒 シティ・オブ・バイオレンス（ 韓国）
  - キリマンジャロ（ 韓国）
  - インディアン・サマー（ 韓国）
  - 血も涙もなく（ 韓国）
  - 許されざるもの（ 韓国）
  - 絶対の愛（ 韓国・ 日本）
  - 大野一雄 ひとりごとのように（ 日本）
  - ケータイ刑事 THE MOVIE2 石川五右衛門一族の陰謀〜決闘!ゴルゴダの森（ 日本）
  - バッテリー（ 日本）
  - Presents うに煎餅（ 日本）
  - ドラえもん のび太の新魔界大冒険 〜7人の魔法使い〜（ 日本/アニメ）
  - 約束の地に咲く花/TWILIGHT FILE III（ 日本）
- 17日
  - ナイト ミュージアム（ アメリカ合衆国）
  - デジャヴ（ アメリカ合衆国）
  - ステップ・アップ（ アメリカ合衆国）
  - ポイント45（ アメリカ合衆国）
  - ポートレイツ・オブ・ジャマイカン・ミュージック（ フランス）
  - 春のめざめ（ ロシア）
  - ハッピー フィート（ オーストラリア・ アメリカ合衆国/アニメ）
  - フランシスコの2人の息子（ ブラジル）
  - ナヴァラサ（ インド）
  - アンフェア the movie（ 日本）
  - Water（ 日本）
  - 口裂け女（ 日本）
  - キトキト!（ 日本）
  - 棚の隅（ 日本）
  - 東京の嘘（ 日本）
  - 渋谷区円山町（ 日本）
  - 超劇場版ケロロ軍曹2 深海のプリンセスであります!（ 日本/アニメ）
  - ちびケロ ケロボールの秘密!?（ 日本/アニメ）
  - 秘密結社 鷹の爪 THE MOVIE ～総統は二度死ぬ～（ 日本）
- 21日
  - オシャレ魔女〜ラブandベリー しあわせのまほう（ 日本）
  - 甲虫王者ムシキング スーパーバトルムービー ～闇の改造甲虫～（ 日本）
- 24日
  - ホリデイ（ アメリカ合衆国）
  - ユアン少年と小さな英雄（ イギリス）
  - ダブルオー・ゼロ（ フランス）
  - 素粒子（ ドイツ）
  - マリアの受難（ ドイツ）
  - クロッシング・ザ・ブリッジ ～サウンド オブ イスタンブール～（ ドイツ・ トルコ）
  - ブラックブック（ オランダ・ ドイツ・ イギリス・ ベルギー）
  - 黒い眼のオペラ（ 台湾・ フランス・ オーストラリア）
  - 紅い鞄 モォトゥオ探検隊（ 中国）
  - アルゼンチンババア（ 日本）
  - クローズ・ユア・マインド ～馬熊横町～/TWILIGHT FILE III（ 日本）
  - 電撃BOPのセクシーマザーファッカーズに!!（ 日本）
  - ひいろ（ 日本）
  - ヘレンケラーを知っていますか?（ 日本）
  - 蟲師（ 日本）
- 26日
  - FAKERS/フェイカーズ 4日間で借金を返す法 ( イギリス)
- 31日
  - プリティ・ライフ パリス・ヒルトンの学園天国（ アメリカ合衆国）
  - ポリス インサイド・アウト（ アメリカ合衆国）
  - 情痴 アヴァンチュール（ フランス・ ベルギー）
  - 映画館の恋（ 韓国）
  - SMILE 人が人を愛する旅（ 日本）
  - あかね空（ 日本）
  - 世界はときどき美しい（ 日本）
  - 鉄人28号 白昼の残月（ 日本）
  - 檸檬のころ（ 日本）
  - 忍者（ 日本・ 香港・ 中国）